# China Open (теніс) 2011
Відкритий чемпіонат Китаю з тенісу 2011 — тенісний турнір, що проходив на відкритих кортах з твердим покриттям Olympic Green Tennis Center у Пекіні (Китай). Це був 13-й за ліком China Open серед чоловіків і 15-й - серед жінок. Належав до категорії 500 у рамках Туру ATP 2011 і категорії Premier у рамках Туру WTA 2011. Тривав з 1 до 9 жовтня 2011 року.

## Очки і призові

### Нарахування очок
| Стадія                 | Чоловіки, одиночний розряд | Чоловіки, парний розряд | Жінки, одиночний розряд | Жінки, парний розряд |
| ---------------------- | -------------------------- | ----------------------- | ----------------------- | -------------------- |
| Чемпіон                | 500                        | 500                     | 1000                    | 1000                 |
| Фіналіст               | 300                        | 300                     | 700                     | 700                  |
| півфінал               | 180                        | 180                     | 450                     | 450                  |
| чвертьфінал            | 90                         | 90                      | 250                     | 250                  |
| 1/8 фіналу             | 45                         | 0                       | 140                     | 140                  |
| 1/16 фіналу            | 0                          | –                       | 80                      | 5                    |
| 1/32 фіналу            | –                          | –                       | 5                       | –                    |
| кваліфаєр              | 20                         | –                       | 30                      | –                    |
| фіналіст кваліфікації  | 10                         | –                       | 20                      | –                    |
| 1-й раунд кваліфікації | 0                          | –                       | 1                       | –                    |

### Призові гроші
| Стадія                | Чоловіки, одиночний розряд | Чоловіки, парний розряд | Жінки, одиночний розряд | Жінки, парний розряд |
| --------------------- | -------------------------- | ----------------------- | ----------------------- | -------------------- |
| Чемпіон               | $505,000                   | $148,500                | $775,500                | $266,000             |
| Фіналіст              | $234,000                   | $68,000                 | $387,750                | $133,000             |
| півфінал              | $110,000                   | $33,000                 | $169,447                | $53,000              |
| чвертьфінал           | $52,520                    | $15,500                 | $74,450                 | $22,260              |
| 1/8 фіналу            | $26,810                    | $7,920                  | $37,225                 | $9,350               |
| 1/16 фіналу           | $14,710                    | –                       | $19,950                 | $4,250               |
| 1/32 фіналу           | -                          | –                       | $11,817                 | –                    |
| фіналіст кваліфікації | $1,700                     | –                       | $2,610                  | –                    |
| 1 раунд кваліфікації  | $900                       | –                       | $1,350                  | –                    |

## Учасниці

### Сіяні учасниці
| Країна    | Гравчиня               | Рейтинг1 | Сіяна |
| --------- | ---------------------- | -------- | ----- |
| Данія     | Каролін Возняцкі       | 1        | 1     |
| Білорусь  | Вікторія Азаренко      | 3        | 2     |
| Росія     | Віра Звонарьова        | 4        | 3     |
| КНР       | Лі На                  | 5        | 4     |
| Чехія     | Петра Квітова          | 6        | 5     |
| Австралія | Саманта Стосур         | 7        | 6     |
| Італія    | Франческа Ск'явоне     | 8        | 7     |
| Франція   | Маріон Бартолі         | 10       | 8     |
| Німеччина | Андреа Петкович        | 11       | 9     |
| Сербія    | Єлена Янкович          | 12       | 10    |
| Польща    | Агнешка Радванська     | 13       | 11    |
| КНР       | Пен Шуай               | 15       | 12    |
| Росія     | Анастасія Павлюченкова | 16       | 13    |
| Німеччина | Сабіне Лісіцкі         | 17       | 14    |
| Італія    | Роберта Вінчі          | 18       | 15    |
| Росія     | Світлана Кузнецова     | 19       | 16    |

- Рейтинг подано станом на 26 вересня 2011.

### Інші учасниці
Нижче наведено учасниць, які отримали вайлдкард на участь в основній сітці:
- Хісела Дулко
- Ху Юеюе
- Ч Шуай
- Чжен Цзє
- Чжен Сайсай

Нижче наведено гравчинь, які пробились в основну сітку через стадію кваліфікації:
- Елені Даніліду
- Крістіна Макгейл
- Моніка Нікулеску
- Віржіні Раззано
- Лора Робсон
- Шанелль Схеперс
- Карла Суарес Наварро
- Барбора Стрицова

### Відмовились від участі
- Марія Шарапова
- Яніна Вікмаєр
- Серена Вільямс
- Вінус Вільямс

## Учасники

### Сіяні учасники
| Країна  | Гравець              | Рейтинг1 | Сіяний |
| ------- | -------------------- | -------- | ------ |
| Франція | Жо-Вілфрід Тсонга    | 7        | 1      |
| Франція | Гаель Монфіс         | 9        | 2      |
| Чехія   | Томаш Бердих         | 10       | 3      |
| Іспанія | Ніколас Альмагро     | 11       | 4      |
| Франція | Жиль Сімон           | 12       | 5      |
| США     | Енді Роддік          | 14       | 6      |
| США     | Джон Ізнер           | 18       | 7      |
| Україна | Олександр Долгополов | 19       | 8      |

- Рейтинг подано станом на 26 вересня 2011.

### Інші учасники
Нижче наведено учасників, які отримали вайлдкард на участь в основній сітці:
- Li Zhe
- Wu Di
- Zhang Ze

Нижче наведено гравців, які пробились в основну сітку через стадію кваліфікації:
- Флавіо Чіполла
- Марсель Їльхан
- Філіпп Кольшрайбер
- Альберт Рамос

Нижче наведено гравців, які потрапили в основну сітку як щасливий лузер:
- Грега Жемля
- Пауль Капдевіль
- Теймураз Габашвілі

### Відмовились від участі
- Новак Джокович (розрив м'яза) [4]
- Рішар Гаске (травма ліктя) [5]
- Робін Содерлінг
- Гаель Монфіс (травма коліна)
- Микола Давиденко
- Джон Ізнер (abdominal strain)

## Переможці та фіналісти

### Одиночний розряд, чоловіки
Томаш Бердих —  Марин Чилич, 3–6, 6–4, 6–1
- Для Бердиха це був 1-й титул за рік і 6-й - за кар'єру.

### Одиночний розряд, жінки
Агнешка Радванська —  Андреа Петкович, 7–5, 0–6, 6–4
- Для Радванської це був 3-й титул за сезон і 7-й — за кар'єру.

### Парний розряд, чоловіки
Мікаель Льодра /  Ненад Зімоньїч —  Роберт Ліндстедт /  Горія Текеу, 7–6(7–2), 7–6(7–4)

### Парний розряд, жінки
Квета Пешке /  Катарина Среботнік —  Хісела Дулко /  Флавія Пеннетта, 6–3, 6–4